# Listă de filme idol: J
Aceasta este o listă de filme idol în ordine alfabetică. Vedeți Listă de filme idol pentru lista principală.
| Film                                                                                             | An   | Regizor                         | Surse                |
| ------------------------------------------------------------------------------------------------ | ---- | ------------------------------- | -------------------- |
| Jaane Bhi Do Yaaro (Just Let It Go, Friends)                                                     | 1983 | Kundan Shah                     | [ 1 ]                |
| Jack & Diane                                                                                     | 2012 | Bradley Rust Gray               | [ 2 ]                |
| Jackass: The Movie                                                                               | 2002 | Jeff Tremaine                   | [ 3 ]                |
| Jackson County Jail                                                                              | 1976 | Roger Corman                    | [ 4 ]                |
| Jacob's Ladder                                                                                   | 1990 | Adrian Lyne                     | [ 5 ]                |
| Jag är Nyfiken – En Film i Blått (I Am Curious (Blue))                                           | 1968 | Vilgot Sjöman                   | [ 6 ]                |
| Jag är nyfiken – En Film i Gult (I Am Curious (Yellow))                                          | 1967 | Vilgot Sjöman                   | [ 6 ] [ 7 ]          |
| Jailhouse Rock                                                                                   | 1957 | Richard Thorpe                  | [ 8 ]                |
| Janghwa, Hongryeon (A Tale of Two Sisters)                                                       | 2003 | Kim Jee-woon                    | [ 9 ]                |
| Jason and the Argonauts                                                                          | 1963 | Don Chaffey                     | [ 10 ]               |
| Jay and Silent Bob Strike Back                                                                   | 2001 | Kevin Smith                     |                      |
| Jazz On A Summer's Day                                                                           | 1960 | Aram Avakian, Bert Stern        | [ 11 ]               |
| JCVD                                                                                             | 2008 | Mabrouk El Mechri               | [ 12 ]               |
| Jeanne Dielman, 23 quai du Commerce, 1080 Bruxelles (also known as Everyday Life of a Housewife) | 1975 | Chantal Akerman                 | [ 13 ] [ 14 ]        |
| Jennifer's Body                                                                                  | 2009 | Karyn Kusama                    | [ 15 ]               |
| Jerry Maguire                                                                                    | 1996 | Cameron Crowe                   | [ 16 ]               |
| Jesse James Meets Frankenstein's Daughter                                                        | 1966 | William Beaudine                | [ 17 ]               |
| Jesus Christ Vampire Hunter                                                                      | 2001 | Lee Demarbre                    | [ 18 ]               |
| Je t'Aime...Moi non Plus                                                                         | 1975 | Serge Gainsbourg                | [ 19 ]               |
| La Jetée                                                                                         | 1962 | Chris Marker                    | [ 20 ] [ 21 ]        |
| Jezus is een Palestijn (Jesus is a Palestinian)                                                  | 1999 | Lodewijk Crijns                 | [ 22 ]               |
| Jigarthanda (Cold Heart)                                                                         | 2014 | Karthik Subbaraj                | [ 23 ]               |
| Jigoku (Hell or The Sinners of Hell)                                                             | 1960 | Nobuo Nakagawa                  | [ 24 ]               |
| Jigureul Jikyeora! (Save the Green Planet!)                                                      | 2003 | Jang Joon-hwan                  | [ 25 ]               |
| Jízda (The Ride)                                                                                 | 1994 | Jan Svěrák                      | [ 26 ] [ 27 ] [ 28 ] |
| Joe Versus the Volcano                                                                           | 1990 | John Patrick Shanley            | [ 29 ] [ 30 ]        |
| John Dies at the End                                                                             | 2012 | Don Coscarelli                  | [ 31 ]               |
| Johnny Got His Gun                                                                               | 1971 | Dalton Trumbo                   | [ 32 ]               |
| Johnny Guitar                                                                                    | 1954 | Nicholas Ray                    | [ 33 ]               |
| Johnny Suede                                                                                     | 1991 | Tom DiCillo                     | [ 34 ] [ 35 ]        |
| John Wick                                                                                        | 2014 | Chad Stahelski and David Leitch | [ 36 ]               |
| Josie and the Pussycats                                                                          | 2001 | Harry Elfont and Deborah Kaplan | [ 37 ]               |
| Jūbē Ninpūchō (Ninja Scroll)                                                                     | 1993 | Yoshiaki Kawajiri               | [ 38 ]               |
| Jubilee                                                                                          | 1978 | Derek Jarman                    | [ 6 ] [ 8 ] [ 39 ]   |
| Jules et Jim (Jules and Jim)                                                                     | 1961 | François Truffaut               | [ 40 ] [ 41 ]        |
| Ju-On: The Grudge                                                                                | 2002 | Takashi Shimizu                 | [ 42 ]               |
| Junebug                                                                                          | 2005 | Phil Morrison                   | [ 43 ]               |